# Η
Íta (Η ou η; em grego:  ήτα, transl.: ḗta) é a sétima letra do alfabeto grego e tem um valor numérico de 8, possuí o som de ē.

## Classificação
- Alfabeto = Alfabeto grego
- Fonética = "e" aberto e longo